# Vogthof (Hamburg)

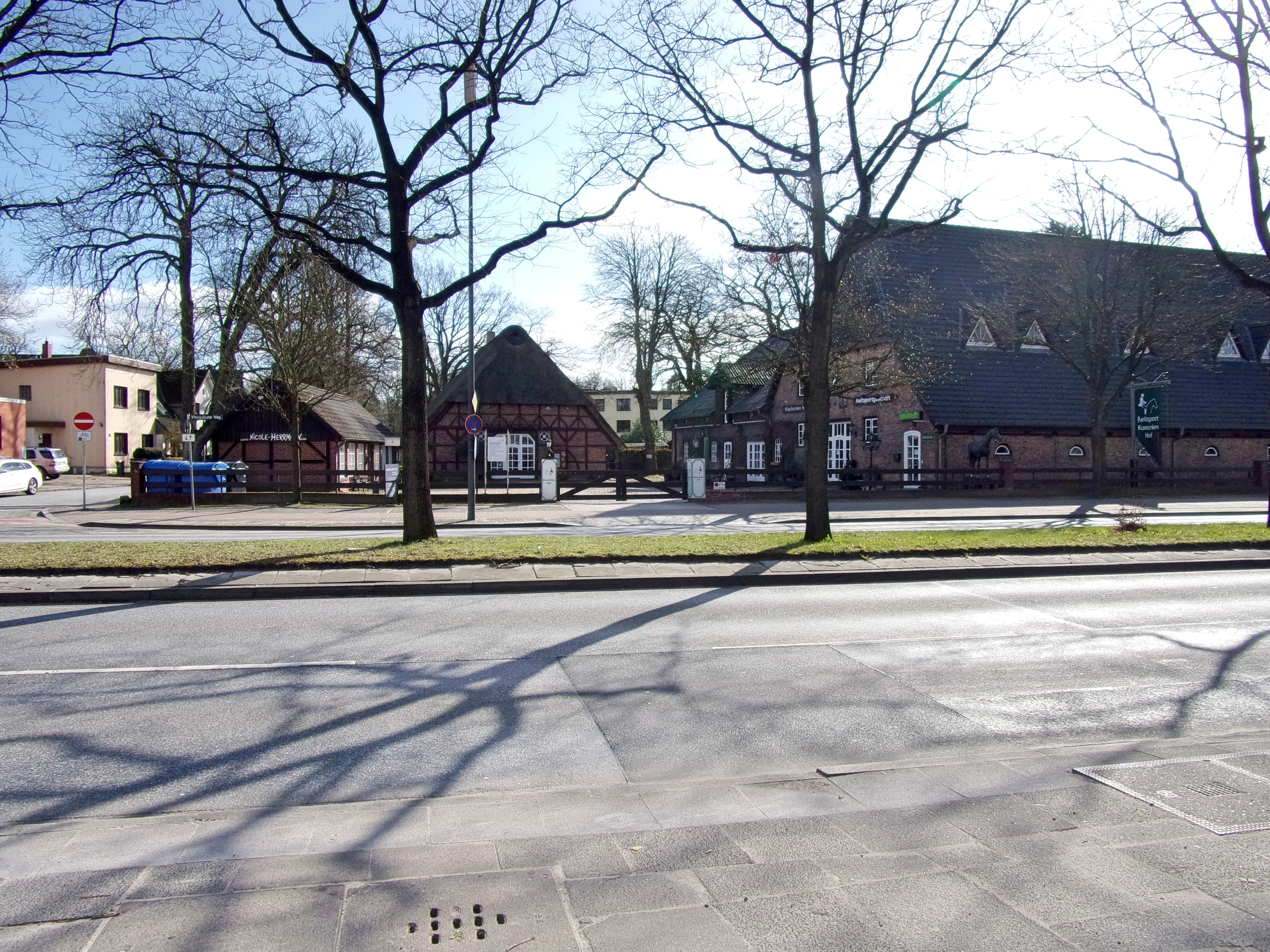
Der Vogthof 2019

Der Vogthof ist ein ehemaliger Bauernhof in Hamburg-Osdorf an der Osdorfer Landstraße 233, Ecke Wesselburer Weg. Das Wohn- und Wirtschaftsgebäude stammt aus der zweiten Hälfte des 18. Jahrhunderts, wurde 1846 umgebaut und steht unter Denkmalschutz. Nach Umnutzung befindet sich unter anderem ein Ladengeschäft darin. Auch das Hof-Ensemble insgesamt steht unter Denkmalschutz.

## Geschichte
Die heutige Hofstelle bestand ursprünglich aus zwei Höfen, einem Vollhof, der im Krieg 1627/29 wüst wurde, sowie einer Kätnerstelle. Um 1590 wurde der erstere Hof erstmals erwähnt, Hinrich Dreier war der Besitzer, 1600 ging er an Hanns Blome und 1616 an Clawes Blome. 1629 erwarb Heinrich (auch Hinrich) Blome aus Dockenhuden zudem die Kätnerstelle, die von Alters her mit dem Amt des Vogtes verbunden war, aus dem Besitz der vorherigen Vogtfamilie Frerks, auch Frercks oder Friederichs, die ausstarb. Blome war sodann Osdorfer Vogt, weswegen der Hof diesen Namen trägt. In der Folge wurde Land hinzugekauft, der Hof blieb zunächst im Besitz der Familie Blohm (auch Blome oder Blohme). Vor 1718 gab es offenbar ein Brandunglück auf dem Hof. 1755 wurde Catharina Blohm Eigentümerin, diese heiratete Hans Groth. Von nun an war der Hof bis heute im Besitz der Familie Groth, heute seit 1994 Hinrich Groth jr.
Der Fachwerkwohnteil des Wohnwirtschaftsgebäudes mit T-förmigem Grundriss aus der zweiten Hälfte des 18. Jahrhunderts wurde 1846 umgebaut, ein Wirtschaftsteil wurde in Backstein errichtet. Ursprünglich war es reetgedeckt, später mit Schiefer, heute besitzt es ein Pfannendach. 1936 wurde ein Altenteilerhaus hinzugefügt. Es gibt einen Braukeller und eine Schankstube, da der Vogt auch die Kruggerechtigkeit besaß. Auch existieren noch spätbarocke Einbauten wie ein aufwendig gestaltetes Portal im Wohnzimmer. Am 21. August 1986 brannte die Feldscheune ab, wurde aber wieder aufgebaut. Seit dem Jahr 2000 wird keine Landwirtschaft mehr betrieben, stattdessen wurde von Thomas Winter ein Betrieb zur Zucht von Polopferden etabliert. Heute befindet sich im Vogthof ein Malereibetrieb, ein Fachhandel für Bodenbeläge sowie ein Reitsportgeschäft.